# Comuna Saiivka, Peatîhatkî
Saiivka (în ucraineană Саївка) este o comună în raionul Peatîhatkî, regiunea Dnipropetrovsk, Ucraina, formată din satele Dolînske, Saiivka (reședința) și Ternuvate.

## Demografie
Componența lingvistică a satului Saiivka
     Ucraineană (93,04%)
     Rusă (4,55%)
     Belarusă (1,23%)
     Alte limbi (0,96%)
Conform recensământului din 2001, majoritatea populației satului Saiivka era vorbitoare de ucraineană (93,04%), existând în minoritate și vorbitori de rusă (4,55%) și belarusă (1,23%).